# Liste der Baudenkmäler in Oberstaufen

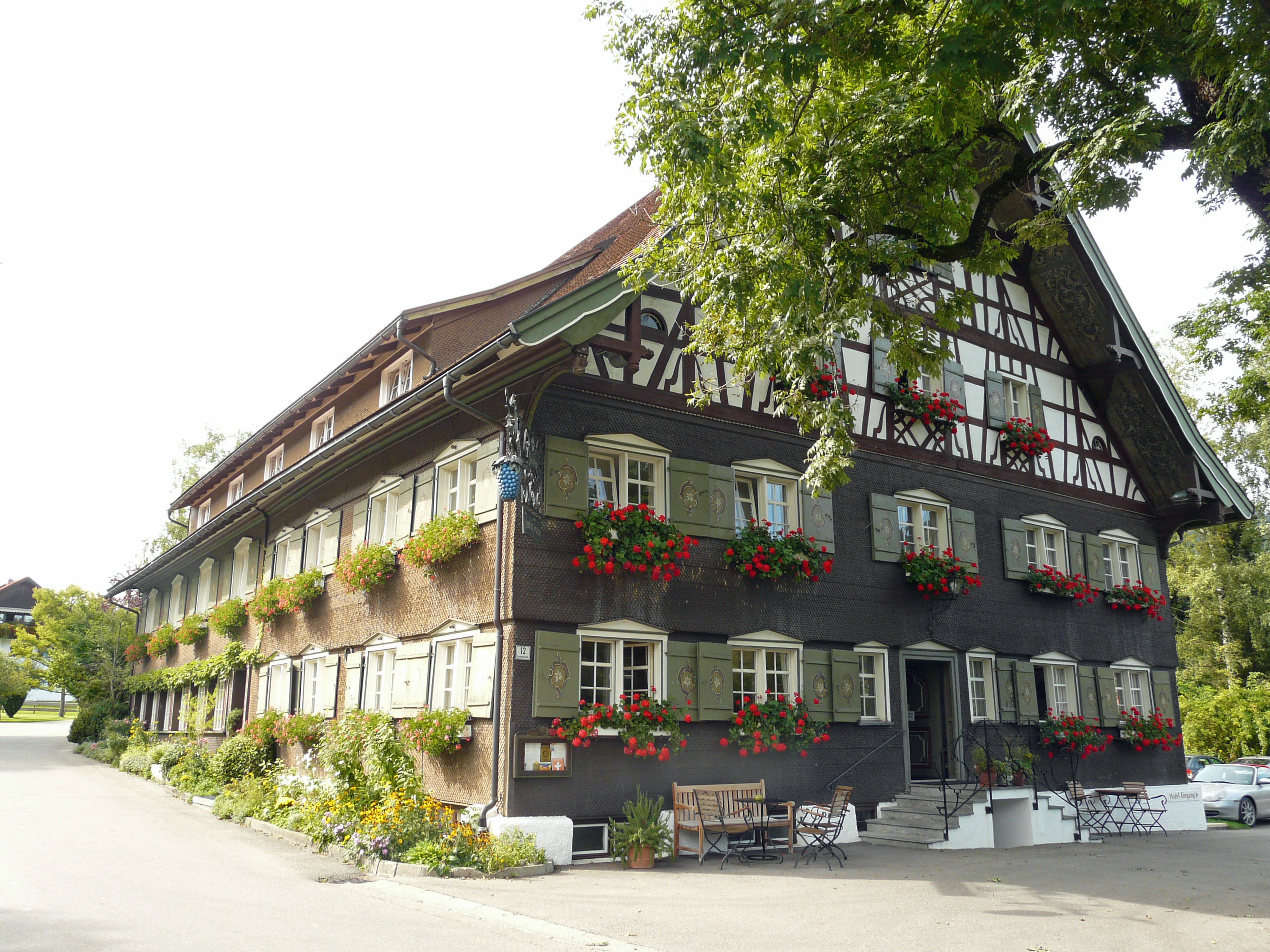
Gasthof Traube in Thalkirchdorf

Auf dieser Seite sind die Baudenkmäler in dem schwäbischen Markt Oberstaufen zusammengestellt. Diese Tabelle ist eine Teilliste der Liste der Baudenkmäler in Bayern. Grundlage ist die Bayerische Denkmalliste, die auf Basis des Bayerischen Denkmalschutzgesetzes vom 1. Oktober 1973 erstmals erstellt wurde und seither durch das Bayerische Landesamt für Denkmalpflege geführt wird. Die folgenden Angaben ersetzen nicht die rechtsverbindliche Auskunft der Denkmalschutzbehörde.

## Ensembles

### Ensemble Lindauer Straße

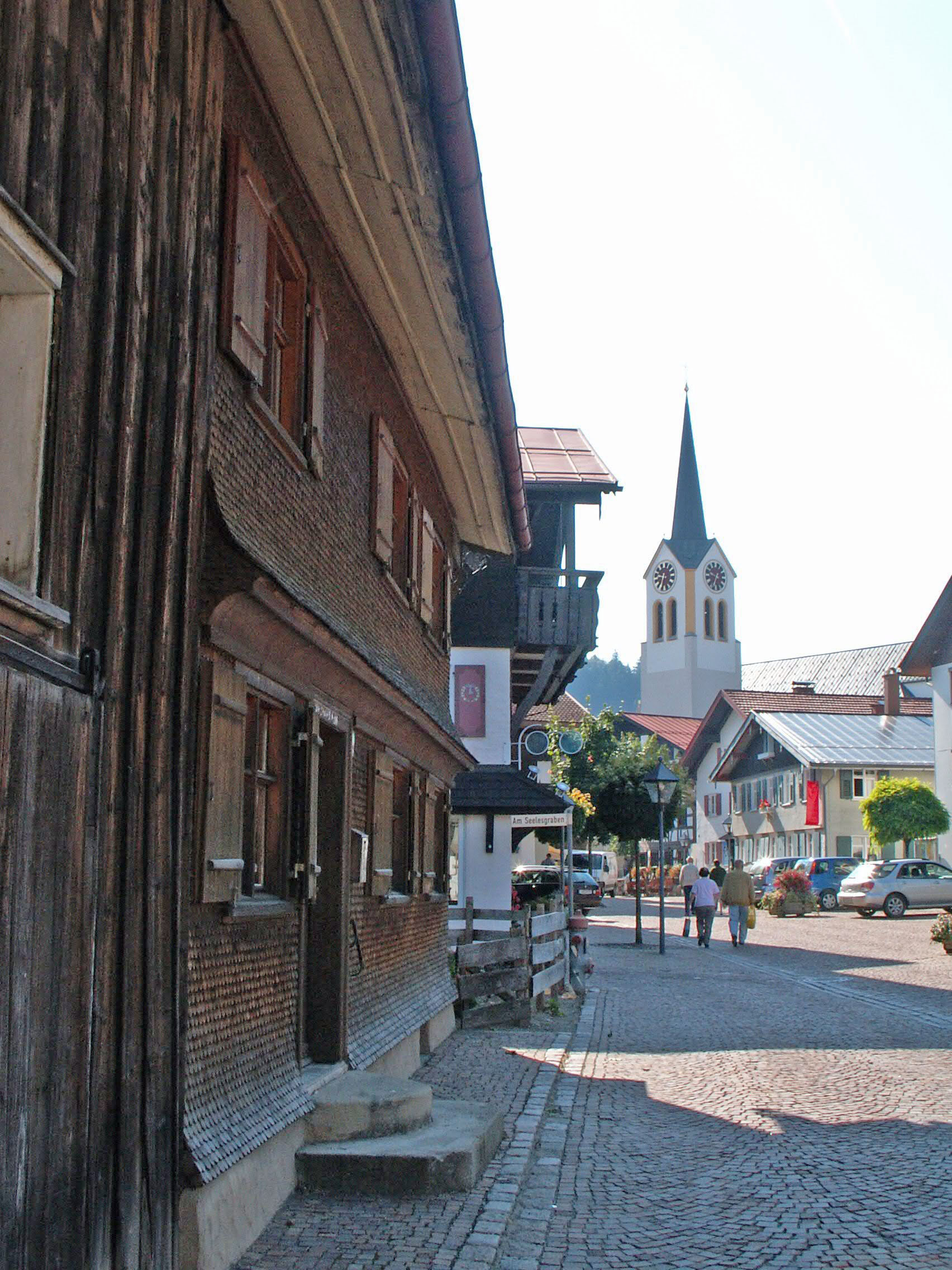

Im Bereich der genannten Anwesen in der Lindauer Straße, der Hauptachse des ehemaligen „Unteren Fleckens“, ist der ursprüngliche Charakter des alten Marktortes Oberstaufen anschaulich geblieben. Während die Bebauung des ehemaligen „Oberen Fleckens“ zwischen Kirche und Schloßberg durch die Entwicklung des Fremdenverkehrs und des Kurbetriebes seit dem ausgehenden 19. Jahrhundert starke Veränderungen und Einbußen erfahren hat, reicht innerhalb des Ensembles die Bausubstanz bis in die erste Phase der Erneuerung nach dem Ortsbrand von 1680 zurück (Fachwerkhaus Lindauer Straße 1). Die anschließende Bebauung des 18./19. Jahrhunderts, verschindelte Blockbauten mit weitgehend erhaltener flacher Dachneigung, lockert sich gegen Westen hin auf, wobei die divergierenden Grundstückslinien eine reizvolle Staffelung der meist giebelständigen Häuser ergeben. Dem Ensemble zugehörig ist auch die hofartige Ausweitung des Straßenraumes nach Norden zwischen Lindauer Straße 4 und 6, die durch die zurückliegende Giebelfront des Hauses Am Seelesgraben 2 geschlossen wird. Beim Blick nach Osten in den sich verengenden Straßenabschnitt spricht der gotische Turm der außerhalb des Ensembles gelegenen Pfarrkirche als starker Akzent mit. Den platzartigen Charakter des westlichen Straßenabschnittes betont die 1877 errichtete Mariensäule. Aktennummer: E-7-80-132-1.

### Ensemble Weiler Osterdorf

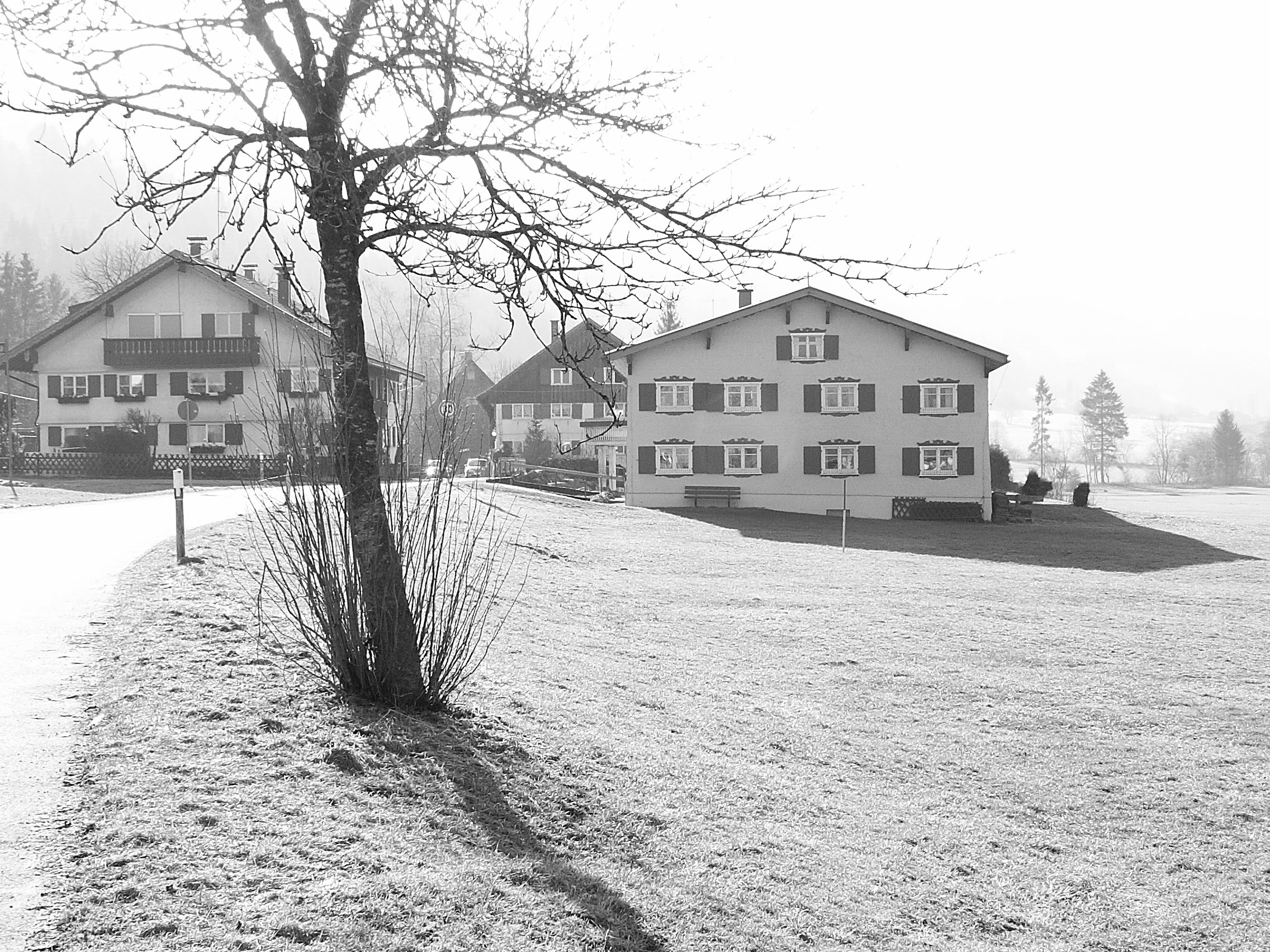

Der Bereich der genannten Bauernhäuser mit den zugehörigen Grundstücken ist von siedlungsgeschichtlicher Bedeutung und deswegen ein Ensemble. – Das östlich von Oberstaufen zwischen Staufener Berg und Alpsee sich hinziehende Tal der Konstanzer Ach (Konstanzer Tal), seit der Römerzeit als Verbindung von Tirol zum Bodensee für den Durchgangs- und Warenverkehr erschlossen, erhält im 13. Jahrhundert die Pfarrei St. Johann im Tal, um die sich ein Kirchdorf gruppiert. Östlich dieses Pfarrortes „Thalkirchdorf“ entwickelte sich die Ortschaft „Osterdorf“, die mit den anderen, weit auseinandergezogenen Dörfern und Weilern des Konstanzer Tales zu der – 1918 auch politisch formierten – Gemeinde Thalkirchdorf gehörte. Der im frühen 19. Jahrhundert erneuerte, seither kaum vermehrte Häuserbestand mit gleichmäßig angelegten Einfirsthöfen lässt noch heute den besonderen Charakter der Siedlung Osterdorf anschaulich werden. In einheitlicher firstparalleler Anordnung reihen sich die Bauernhäuser, meist Blockbauten mit mittelsteilem Satteldach, entlang der Straßenzeile. Durchweg zeigt die Giebelseite nach Osten, die fensterlose Seite mit Schindelschirm gegen Westen, während Wohn- und Wirtschaftsteile jeweils traufseitig zur Straße erschlossen sind. Aktennummer: E-7-80-132-2.

## Baudenkmäler nach Ortsteilen

### Oberstaufen
| Lage                                   | Objekt                                      | Beschreibung | Akten-Nr.      | Bild                      |
| -------------------------------------- | ------------------------------------------- | --- | -------------- | ------------------------- |
| Alpenrosenweg 2 (Standort)             | Villa                                       | zweigeschossiger Massivbau mit Satteldach, Lauben und Fachwerkgiebel, im alpenländischen Stil, von Martin Lau, 1908. | D-7-80-132-132 | weitere Bilder            |
| Alpenrosenweg 4 (Standort)             | Villa                                       | zweigeschossiger Massivbau mit Satteldach und Fassadenmalerei, im alpenländischen Stil, von Martin Lau, 1908. | D-7-80-132-133 | weitere Bilder            |
| Alpenrosenweg 6 (Standort)             | Villa                                       | zweigeschossiger Blockbau über massivem Sockelgeschoss mit Satteldach, Balkonen und Giebelhaube, im alpenländischen Stil, von Martin Lau, 1908. | D-7-80-132-134 | weitere Bilder            |
| Am Kalvarienberg (Standort)            | Kalvarienberg                               | 1724 angelegt; Kalvarienbergkapelle, offener Holzbau mit Satteldach, Ende 19. Jahrhundert; mit Ausstattung; Kreuzwegstationen, Natursteinsockel mit Doppelnischenaufsatz, im Kern 1867, 1921 erneuert; Ölbergkapelle, Rechteckbau mit Flachsatteldach und Ecklisenen, 1867/68; mit Ausstattung; am Fuß des Kalvarienbergs. | D-7-80-132-34  | weitere Bilder            |
| Am Staufen 9 (Standort)                | Spinnerkapelle                              | Rechteckbau mit leicht eingezogenem, dreiseitigem Schluss und Dachreiter, 1891. | D-7-80-132-32  | weitere Bilder            |
| Argenstraße 9 (Standort)               | Wegkreuz                                    | geschnitzter Kruzifixus, Holz, Mitte 18. Jahrhundert; bei Argenstraße 9. | D-7-80-132-2   | Wegkreuz                  |
| Arnikaweg 1, 3 (Standort)              | Doppelhaus                                  | zweigeschossiger, verschindelter Blockbau mit Flachsatteldach und Klebdach, Ende 18. Jahrhundert | D-7-80-132-3   | weitere Bilder            |
| Bahnhofsplatz 2 (Standort)             | Ehemaliges Postamt                          | zweigeschossiger Walmdachbau mit konvexem Eingangsrisalit und Eckrisalit mit Turmobergeschoss, um 1920/25; Nebengebäude, zweigeschossiger, mehrfach gestufter Bau mit Sattel- bzw. Mansarddach, gleichzeitig. | D-7-80-132-4   | Ehemaliges Postamt        |
| Bahnhofstraße 2 a (Standort)           | Hausfigur                                   | Kruzifix, 2. Hälfte 17. Jahrhundert | D-7-80-132-5   | BW                        |
| Bahnhofstraße 4 (Standort)             | Wohnteil eines ehemaligen Bauernhauses      | zweigeschossiger, verschindelter Blockbau mit Satteldach und Kruzifix der 1. Hälfte 18. Jahrhundert, im Kern 18. Jahrhundert, um 1820/30 ausgebaut, äußere Erscheinung Anfang 20. Jahrhundert | D-7-80-132-6   | weitere Bilder            |
| Färberweg 1 (Standort)                 | Ehemaliges Handwerkerhaus                   | zweigeschossiger Bau mit Blockbau-Obergeschoss über Fachwerkteil, Steilsatteldach, alten Fenstern und Bügen, Mitte 18. Jahrhundert | D-7-80-132-7   | Ehemaliges Handwerkerhaus |
| Hugo-von-Königsegg-Straße 1 (Standort) | Ehemalige Propstei                          | bis 1953 Pfarrhof, jetzt Wohn- und Geschäftshaus, dreigeschossiger Bau mit steilem Satteldach, massivem Erdgeschoss und Obergeschosse verputzter Blockbau, im Kern wohl noch 18. Jahrhundert | D-7-80-132-8   | weitere Bilder            |
| Hugo-von-Königsegg-Straße 8 (Standort) | Kurverwaltung                               | zweigeschossiger Traufseitbau mit Satteldach und Malereien im Westgiebel, bezeichnet 1908. | D-7-80-132-9   | weitere Bilder            |
| Johann-Schroth-Straße (Standort)       | Mariensäule                                 | Marienfigur auf Steinpfeiler, 1877. | D-7-80-132-25  | weitere Bilder            |
| Jugetweg 10 (Standort)                 | Ehemaliges Bauernhaus                       | Strumpfarhaus, jetzt Heimatmuseum beim Strumpfar, zweigeschossiger Flachsatteldachbau mit verschindeltem Wohnteil in Blockbauweise und tonnengewölbtem Kellerraum, bezeichnet 1788. | D-7-80-132-11  | weitere Bilder            |
| Kalzhofer Straße 13 (Standort)         | Wohnhaus                                    | zweigeschossiger Satteldachbau mit Zwerchgiebeln und Lauben, im alpenländischen Stil, von Martin Lau, 1896, 1924 durch Johann Lau verändert. | D-7-80-132-141 | Wohnhaus                  |
| Kalzhofer Straße 15 (Standort)         | Wohnhaus                                    | zweigeschossiger Satteldachbau mit Zwerchgiebeln und Lauben, im alpenländischen Stil, von Martin Lau, 1896. | D-7-80-132-140 | Wohnhaus                  |
| Kirchplatz 1 (Standort)                | Katholische Pfarrkirche St. Peter und Paul  | dreischiffige Hallenkirche mit eingezogenem Chor und nördlichem Turm mit Spitzhelm, Neugotik, Turmuntergeschosse gotisch, nach Plänen von Georg von Stengel durch Anton Harrer erbaut, 1858–62; mit Ausstattung. | D-7-80-132-13  | weitere Bilder            |
| Kirchplatz 2 (Standort)                | Ehemalige Kornschranne                      | später Feuerwehrhaus, jetzt Geschäftshaus, zweigeschossiger Satteldachbau, im Kern 17./18. Jahrhundert, 1882 umgebaut, später verändert. | D-7-80-132-14  | Ehemalige Kornschranne    |
| Kirchplatz 6 (Standort)                | Ausleger                                    | aus Schmiedeeisen, Ende 18. Jahrhundert; am Gasthof zum Adler | D-7-80-132-16  | Ausleger                  |
| Kirchplatz 8 (Standort)                | Wirtshausausleger                           | aus Schmiedeeisen, bez. 1953/1764 und 1886; an der Nordwestecke des ehemaligen Gasthofs zum Löwen | D-7-80-132-18  | Wirtshausausleger         |
| Lindauer Straße 1 (Standort)           | Gasthaus                                    | zweigeschossiger Fachwerkbau mit Flachsatteldach und zum Teil Schubflügelfenstern, bezeichnet 1681. | D-7-80-132-20  | weitere Bilder            |
| Lindauer Straße 5, 7 (Standort)        | Wohn- und Geschäftshaus                     | zweigeschossiger, verschindelter Blockbau mit Flachsatteldach, 2. Hälfte 18. und 2. Hälfte 19. Jahrhundert | D-7-80-132-22  | Wohn- und Geschäftshaus   |
| Lindauer Straße 16 (Standort)          | Ehemaliges Bauernhaus                       | zweigeschossiger, verschindelter Blockbau mit Flachsatteldach und Klebdach, Rückseite verbrettert, 2. Viertel 19. Jahrhundert | D-7-80-132-24  | weitere Bilder            |
| Montfortweg 2 (Standort)               | Lourdeskapelle                              | Rechteckbau mit eingezogenem, dreiseitigem Schluss und Dachreiter, 1895; mit Ausstattung | D-7-80-132-33  | weitere Bilder            |
| Montfortweg 7 (Standort)               | Evangelisch-Lutherische Heilig-Geist-Kirche | Erbaut nach Plänen von Boris von Bodisco, 1954–56; mit Ausstattung | D-7-80-132-143 | weitere Bilder            |
| Säntisweg (Standort)                   | Friedhofskapelle                            | Saalbau mit eingezogenem Chor und Dachreiter mit Spitzhelm, von Joseph Othmar Niederacher, 1820, nach Brand Wiederherstellung durch Martin Lau 1864; mit Ausstattung | D-7-80-132-31  | weitere Bilder            |
| Schloßstraße 2 (Standort)              | Ausleger                                    | aus Schmiedeeisen, um 1830/40; am ehemaligen Gasthaus zum Ochsen | D-7-80-132-26  | BW                        |
| Schloßstraße 3 (Standort)              | Bankgebäude                                 | dreigeschossiger Traufseitbau mit Satteldach, befenstertem Kniestock, Zwerchhaus, Erker im zweiten Obergeschoss und reicher Stuck- und Rauputzverzierungen, Ende 19. Jahrhundert | D-7-80-132-27  | Bankgebäude               |
| Schloßstraße 5 (Standort)              | Wohnhaus                                    | zweigeschossiger Bau mit Schopfwalmdach, Zwerchgiebel und Turmerker, um 1900. | D-7-80-132-28  | Wohnhaus                  |
| Schloßstraße 12 (Standort)             | Villa                                       | zweigeschossiger, unverputzter Backsteinbau mit Mansardwalmdach, turmartigem Eckerker mit Haubendach und Jugendstil-Elementen, nach 1900. | D-7-80-132-29  | Villa                     |
| Schloßstraße 30 (Standort)             | Sogenannte Mesnerhaus                       | angebliches ehemaliges Schloßwärterhaus, dreigeschossiger Giebelbau mit ausladendem Satteldach, Balusterlauben und Zierbundwerk, äußere Erscheinung um 1900, im Kern älter. | D-7-80-132-30  | Sogenannte Mesnerhaus     |
| Weißachstraße 7 (Standort)             | Ehemaliges Bauernhaus                       | zweigeschossiger, verschindelter Satteldachbau mit anschließendem Wirtschaftsteil, 2. Hälfte 19. Jahrhundert, später verändert. | D-7-80-132-142 | weitere Bilder            |
| Weißachstraße 12 (Standort)            | Wohnhaus                                    | zweigeschossiger Bau über Sockelgeschoss mit ausladendem Satteldach, umlaufender und Giebellaube, im alpenländischen Stil, von Martin Lau, 1923. | D-7-80-132-135 | weitere Bilder            |
| Weißachstraße 14 (Standort)            | Villa                                       | erdgeschossiger Blockbau über gemauertem Sockelgeschoss mit Satteldach und Lauben, im alpenländischen Stil, von Martin Lau, 1921. | D-7-80-132-136 | weitere Bilder            |

### Aach im Allgäu
| Lage               | Objekt                               | Beschreibung | Akten-Nr.      | Bild                                 |
| ------------------ | ------------------------------------ | --- | -------------- | ------------------------------------ |
| Aach 4 (Standort)  | Pfarrhaus                            | Zweigeschossiger Walmdachbau, um 1790, Dach 1843. | D-7-80-132-139 | Pfarrhaus                            |
| Aach 6 (Standort)  | Gasthaus zum Kreuz                   | Zweigeschossiger, verschindelter Blockbau mit flachem Satteldach, profilierten Balkenköpfen und Ausleger, Anfang 19. Jahrhundert                                                               | D-7-80-132-60  | weitere Bilder                       |
| Aach 7 (Standort)  | Ausleger                             | Anfang 19. Jahrhundert | D-7-80-132-61  | BW                                   |
| Aach 8 (Standort)  | Wohnteil des ehemaligen Bauernhauses | Zweigeschossiger verschindelter Flachsatteldachbau, um 1800. | D-7-80-132-144 | Wohnteil des ehemaligen Bauernhauses |
| Aach 14 (Standort) | Katholische Pfarrkirche Maria Schnee | Ehemalige Wallfahrtskirche, Saalbau mit eingezogenem Chor und südlichem Turm mit Spitzhelm, 1719, Turm 1823/24, Erweiterung 1825; mit Ausstattung: Hochaltar um 1779, Seitenaltäre und Kanzel. | D-7-80-132-59  | weitere Bilder                       |
| In Aach (Standort) | Friedhofskapelle                     | Verschindelter Rechteckbau mit Satteldach, 1852; mit Ausstattung | D-7-80-132-62  | Friedhofskapelle                     |

### Buchenegg
| Lage                    | Objekt                    | Beschreibung                                                                                  | Akten-Nr.     | Bild                      |
| ----------------------- | ------------------------- | --------------------------------------------------------------------------------------------- | ------------- | ------------------------- |
| In Buchenegg (Standort) | Katholische Marienkapelle | Katholische Marienkapelle, Holzbau mit dreiseitigem Schluss, 18. Jahrhundert; mit Ausstattung | D-7-80-132-63 | Katholische Marienkapelle |

### Döbilisried
| Lage                     | Objekt    | Beschreibung     | Akten-Nr.     | Bild |
| ------------------------ | --------- | ---------------- | ------------- | ---- |
| Döbilisried 4 (Standort) | Hausfigur | Kruzifix, barock | D-7-80-132-65 | BW   |

### Fahnenalpe
| Lage                  | Objekt     | Beschreibung | Akten-Nr.     | Bild |
| --------------------- | ---------- | --- | ------------- | ---- |
| Fahnenalpe (Standort) | Fahnenalpe | erdgeschossiger, verschindelter Blockbau mit Satteldach über Steinfundament, wohl bezeichnet 1855, erneuert 2. Drittel 20. Jahrhundert und 1976; am Nordhang des Hochgrats, 1354 m Höhe | D-7-80-132-40 | BW   |

### Gschwend
| Lage                                                   | Objekt     | Beschreibung | Akten-Nr.     | Bild |
| ------------------------------------------------------ | ---------- | --- | ------------- | ---- |
| 500 m westlich von Haus Nr. 2 am Eibelebach (Standort) | Grenzstein | (Abguss; Original seit 2005 im Heimatmuseum Oberstaufen) mit Wappen der Reichsgrafen Königsegg-Rothenfels, bezeichnet mit "1630" | D-7-80-132-68 | BW   |

### Gütlealpe
| Lage                            | Objekt     | Beschreibung | Akten-Nr.     | Bild       |
| ------------------------------- | ---------- | --- | ------------- | ---------- |
| Obergelchenwang Alpe (Standort) | Gütle Alpe | sogenannte Dietle Alpe, erdgeschossiger, verschindelter Blockbau mit nach Westen abgewalmtem Satteldach, seitlichem Schopf- und Stallanbau, wohl 1. Hälfte 19. Jahrhundert, später verändert; an der Ostseite des Hochgrats. | D-7-80-132-43 | Gütle Alpe |

### Hagspiel
| Lage                   | Objekt             | Beschreibung | Akten-Nr.     | Bild               |
| ---------------------- | ------------------ | --- | ------------- | ------------------ |
| Hagspiel 22 (Standort) | Ehemaliges Säghaus | zweigeschossiger, verbretterter und verschindelter Ständerbau mit Satteldach und Mühlrad, auf Bruchsteinmauersockel, 19. Jahrhundert, erneuert. | D-7-80-132-70 | Ehemaliges Säghaus |

### Hinterbürchgeschwendalpe
| Lage                      | Objekt                    | Beschreibung | Akten-Nr.     | Bild                      |
| ------------------------- | ------------------------- | --- | ------------- | ------------------------- |
| Bürschgschwend (Standort) | Hinterbürschgschwend Alpe | erdgeschossiger, verbretterter Blockbau mit Satteldach über Betonunterbau, im Kern 19. Jahrhundert, im 2. Drittel 20. Jahrhundert verändert; am Südhang des Denneberges. | D-7-80-132-39 | BW                        |
| Bürschgschwend (Standort) | Vorderbürschgschwend Alpe | erdgeschossiger, teils verschindelter Blockbau mit Satteldach, im Kern Anfang 19. Jahrhundert, um 1900 verändert; am Südhang des Denneberges.                            | D-7-80-132-38 | Vorderbürschgschwend Alpe |

### Hinterreute
| Lage                      | Objekt                        | Beschreibung                                                                                      | Akten-Nr.     | Bild                          |
| ------------------------- | ----------------------------- | ------------------------------------------------------------------------------------------------- | ------------- | ----------------------------- |
| Hinterreute (Standort)    | Katholische Kapelle Hl. Kreuz | Rechteckbau mit leicht eingezogenem, halbrundem Schluss, Anfang 19. Jahrhundert; mit Ausstattung. | D-7-80-132-71 | Katholische Kapelle Hl. Kreuz |
| Hinterreute 16 (Standort) | Bauernhaus                    | zweigeschossiger, verschindelter Blockbau mit Flachsatteldach und Längsschopf, um 1800.           | D-7-80-132-72 | Bauernhaus                    |

### Höfen
| Lage                | Objekt                      | Beschreibung                                                                               | Akten-Nr.     | Bild                        |
| ------------------- | --------------------------- | ------------------------------------------------------------------------------------------ | ------------- | --------------------------- |
| Höfen 10 (Standort) | Wohnteil eines Bauernhauses | zweigeschossiger, verschindelter Blockbau mit Flachsatteldach, im Kern 18. Jahrhundert     | D-7-80-132-73 | Wohnteil eines Bauernhauses |
| Höfen 11 (Standort) | Wohnteil eines Bauernhauses | zweigeschossiger, verschindelter Bau mit aufgesteiltem Satteldach, im Kern 18. Jahrhundert | D-7-80-132-74 | Wohnteil eines Bauernhauses |

### Holzschlagalpe
| Lage                       | Objekt          | Beschreibung | Akten-Nr.     | Bild |
| -------------------------- | --------------- | --- | ------------- | ---- |
| Holzschlag-Alpe (Standort) | Holzschlag Alpe | erdgeschossiger, verschindelter Blockbau mit Satteldach, im Kern nach Mitte 19. Jahrhundert, Erweiterung vor 1900; am Südhang des Denneberges. | D-7-80-132-45 | BW   |

### Hompessenalpe
| Lage                   | Objekt         | Beschreibung | Akten-Nr.     | Bild           |
| ---------------------- | -------------- | --- | ------------- | -------------- |
| Im Gschwand (Standort) | Hompessen Alpe | ehemalige Webers Alpe, erdgeschossiger, teils verschindelter Satteldachbau mit massivem Wohnteil in Bruchstein und Wirtschaftsteil in Blockbauweise, Stallbereich zum Teil erneuert, im Kern um 1840; südlich der Kalzhofener Höhe. | D-7-80-132-78 | Hompessen Alpe |

### Kalzhofen
| Lage                       | Objekt  | Beschreibung | Akten-Nr.     | Bild           |
| -------------------------- | ------- | --- | ------------- | -------------- |
| Klosterstraße 6 (Standort) | Kapelle | Saalbau mit dreiseitigem Schluss und Dachreiter mit Spitzhelm, 1906, Erweiterung 1957; mit historischer Ausstattung | D-7-80-132-75 | weitere Bilder |

### Knechtenhofen
| Lage                        | Objekt                        | Beschreibung | Akten-Nr.     | Bild                       |
| --------------------------- | ----------------------------- | --- | ------------- | -------------------------- |
| Knechtenhofen 7 (Standort)  | Ehemaliges Bauernhaus         | jetzt Heimathaus, zweigeschossiger, offener Blockbau mit Flachsatteldach, Zahnfriesen und Längsschopf, Ende 17. Jahrhundert, Umbau 1754, Instandsetzung 1978. | D-7-80-132-82 | weitere Bilder             |
| Knechtenhofen 14 (Standort) | Ehemaliges Kleinbauernhaus    | zweigeschossiger, verschindelter und verbretterter Bau mit Steilsatteldach und Klebdach, Wirtschaftsteil verändert, 2. Viertel 19. Jahrhundert                | D-7-80-132-83 | Ehemaliges Kleinbauernhaus |
| In Knechtenhofen (Standort) | Katholische Kapelle St. Georg | Katholische Kapelle St. Georg, Rechteckbau mit eingezogenem, halbrundem Schluss und Dachreiter mit Spitzhelm, 1841; mit Ausstattung                           | D-7-80-132-80 | weitere Bilder             |

### Konstanzer
| Lage                    | Objekt                                      | Beschreibung                                                                                                   | Akten-Nr.     | Bild           |
| ----------------------- | ------------------------------------------- | --- | ------------- | -------------- |
| Konstanzer 3 (Standort) | Katholische Kapelle St. Jakobus der Jüngere | Saalbau mit eingezogenem, dreiseitig geschlossenem Chor und Dachreiter mit Spitzhelm, 1853/54; mit Ausstattung | D-7-80-132-84 | weitere Bilder |

### Lachealpe
| Lage                  | Objekt     | Beschreibung | Akten-Nr.     | Bild |
| --------------------- | ---------- | --- | ------------- | ---- |
| Alpe Lache (Standort) | Lache Alpe | erdgeschossiger, verschindelter Blockbau mit Satteldach, im Kern Mitte 19. Jahrhundert, später erweitert; im Langentobel des Leckenbachtales. | D-7-80-132-57 | BW   |

### Lamprechts
| Lage                     | Objekt | Beschreibung                                                                    | Akten-Nr.     | Bild           |
| ------------------------ | ------ | ------------------------------------------------------------------------------- | ------------- | -------------- |
| In Lamprechts (Standort) | Säule  | Sandstein, wohl noch 17. Jahrhundert, gegenüber dem ehemaligen Gasthof zur Post | D-7-80-132-86 | weitere Bilder |

### Laubgundalpe
| Lage                     | Objekt        | Beschreibung | Akten-Nr.     | Bild |
| ------------------------ | ------------- | --- | ------------- | ---- |
| Laubgund Alpe (Standort) | Laubgund Alpe | erdgeschossiger, verschindelter bzw. verbretterter Blockbau mit Satteldach über Steinfundament, letztes Viertel 19. Jahrhundert; am Nordhang des Ehrenschwanger Tals. | D-7-80-132-46 | BW   |

### Laufenegg
| Lage                   | Objekt                    | Beschreibung | Akten-Nr.     | Bild                      |
| ---------------------- | ------------------------- | --- | ------------- | ------------------------- |
| Laufenegg (Standort)   | Katholische Marienkapelle | Rechteckbau mit eingezogenem, dreiseitigem Schluss und Dachreiter mit Zeltdach, 1869; mit Ausstattung            | D-7-80-132-87 | Katholische Marienkapelle |
| Laufenegg 2 (Standort) | Bauernhaus                | zweigeschossiger, verschindelter Einfirsthof mit Flachsatteldach, Wirtschaftsteil modernisiert, bezeichnet 1792. | D-7-80-132-88 | weitere Bilder            |

### Mittlere Häderichalpe
| Lage                      | Objekt                | Beschreibung | Akten-Nr.     | Bild |
| ------------------------- | --------------------- | --- | ------------- | ---- |
| Vorderhäderich (Standort) | Mittlere Hädrich Alpe | sogenannte Steinhädrich Alpe, erdgeschossiger, verschindelter bzw. verbretterter Blockbau mit steilem Satteldach, im Kern um 1800, Veränderungen 2. Hälfte 19. Jahrhundert und später; am südwestlichen Rand des Hörmooses. | D-7-80-132-47 | BW   |

### Mittlere Simatsgundalpe
| Lage                  | Objekt                         | Beschreibung                                                                             | Akten-Nr.     | Bild                           |
| --------------------- | ------------------------------ | ---------------------------------------------------------------------------------------- | ------------- | ------------------------------ |
| Simatsgund (Standort) | Katholische Kapelle St. Rochus | Rechteckbau mit Dachreiter, erbaut um 1810; mit historischer Ausstattung; in Simatsgund. | D-7-80-132-99 | Katholische Kapelle St. Rochus |

### Oberberggundalpe
| Lage                         | Objekt            | Beschreibung | Akten-Nr.     | Bild |
| ---------------------------- | ----------------- | --- | ------------- | ---- |
| Oberberggund Alpe (Standort) | Oberberggund Alpe | erdgeschossiger, verbretterter Blockbau mit Satteldach, im Kern 1. Hälfte 19. Jahrhundert, später verändert; westlich des Leiterbergs. | D-7-80-132-48 | BW   |

### Obere Bergmoosalpe
| Lage                       | Objekt              | Beschreibung                                                                                                   | Akten-Nr.     | Bild                |
| -------------------------- | ------------------- | --- | ------------- | ------------------- |
| Obere Bergmöser (Standort) | Obere Bergmoos Alpe | erdgeschossiger, verschindelter Blockbau mit Satteldach, 1863; am Südhang des Imbergkamms auf ca. 1200 m Höhe. | D-7-80-132-36 | Obere Bergmoos Alpe |

### Osterdorf
| Lage                   | Objekt                     | Beschreibung | Akten-Nr.     | Bild                       |
| ---------------------- | -------------------------- | --- | ------------- | -------------------------- |
| Osterdorf 7 (Standort) | Ehemaliges Kleinbauernhaus | zweigeschossiger, verschindelter Blockbau mit Flachsatteldach und Klebdach, Wirtschaftsteil verändert, 1. Hälfte 19. Jahrhundert                                           | D-7-80-132-89 | Ehemaliges Kleinbauernhaus |
| Osterdorf 8 (Standort) | Ehemaliges Bauernhaus      | zweigeschossiger, modern verschindelter Blockbau mit steilem Scharschindeldach und zum Teil Schubflügelfenstern, Wirtschaftsteil verändert, im Kern Anfang 18. Jahrhundert | D-7-80-132-90 | Ehemaliges Bauernhaus      |

### Prodelalpe
| Lage                  | Objekt      | Beschreibung | Akten-Nr.     | Bild |
| --------------------- | ----------- | --- | ------------- | ---- |
| Prodelalpe (Standort) | Prodel Alpe | erdgeschossiger, verschindelter Blockbau mit Flachsatteldach über massivem Sockel, im Kern um 1850, später verändert und teilweise erneuert; westlich des Prodels. | D-7-80-132-51 | BW   |

### Salmas
| Lage                 | Objekt                | Beschreibung | Akten-Nr.     | Bild                  |
| -------------------- | --------------------- | --- | ------------- | --------------------- |
| Salmas 73 (Standort) | Ehemaliges Bauernhaus | zweigeschossiger, verschindelter und verbretterter Blockbau mit Flachsatteldach, Wirtschaftsteil verändert, 2. Viertel 19. Jahrhundert | D-7-80-132-81 | Ehemaliges Bauernhaus |

### Saneberg
| Lage                    | Objekt        | Beschreibung | Akten-Nr.     | Bild          |
| ----------------------- | ------------- | --- | ------------- | ------------- |
| Saneberg 1 a (Standort) | Weilerkapelle | Rechteckbau mit eingezogenem Chor und Dachreiter, 1863; mit Ausstattung                                                       | D-7-80-132-92 | Weilerkapelle |
| Saneberg 8 (Standort)   | Bauernhaus    | zweigeschossiger, mit Schuppenschindeln verkleideter Blockbau mit Flachsatteldach und Hakenschopf, 1. Drittel 19. Jahrhundert | D-7-80-132-94 | Bauernhaus    |

### Scheidwangalpe
| Lage                      | Objekt          | Beschreibung | Akten-Nr.     | Bild            |
| ------------------------- | --------------- | --- | ------------- | --------------- |
| Scheidwangalpe (Standort) | Scheidwang Alpe | erdgeschossiger, verschindelter Blockbau mit Satteldach über massivem Sockel, 1870, später verändert; nördlich des Heidenkopfes. | D-7-80-132-53 | Scheidwang Alpe |

### Schindelberg
| Lage                          | Objekt                         | Beschreibung | Akten-Nr.     | Bild                           |
| ----------------------------- | ------------------------------ | --- | ------------- | ------------------------------ |
| Sankt-Rochus-Weg 2 (Standort) | Katholische Kapelle St. Rochus | Ständerriegelbau mit dreiseitigem Schluss und Dachreiter, wohl noch 17. Jahrhundert; mit Ausstattung                | D-7-80-132-95 | Katholische Kapelle St. Rochus |
| Sankt-Rochus-Weg 6 (Standort) | Ehemaliges Kleinbauernhaus     | zweigeschossiger, verschindelter Blockbau mit Flachsatteldach und gekehlten Balkenköpfen, 2. Hälfte 18. Jahrhundert | D-7-80-132-96 | Ehemaliges Kleinbauernhaus     |

### Schwandeckalpe
| Lage                   | Objekt          | Beschreibung | Akten-Nr.     | Bild |
| ---------------------- | --------------- | --- | ------------- | ---- |
| Im Gschwand (Standort) | Schwandegg Alpe | jetzt Ferienhaus, erdgeschossiger, verschindelter bzw. verbretterter Blockbau mit Satteldach und Wiederkehr, im Kern wohl um 1820, später verändert; am östlichen Ausläufer der Kalzhofener Höhe gelegen. | D-7-80-132-77 | BW   |

### Steibis
| Lage                    | Objekt                              | Beschreibung | Akten-Nr.      | Bild           |
| ----------------------- | ----------------------------------- | --- | -------------- | -------------- |
| Am Giebel (Standort)    | Sägenbach Alpe                      | Blockbau, erbaut 1766; 400 m südöstlich von Steibis.                                                                            | D-7-80-132-104 | BW             |
| Im Dorf (Standort)      | Holzkreuz mit Arma Christi          | Bäuerliches Holzkreuz, wohl Mitte 19. Jahrhundert; an der Stelle der ehemaligen Pfarrkirche.                                    | D-7-80-132-102 | weitere Bilder |
| Im Dorf 2 (Standort)    | Pfarrkirche Verklärung Christi      | Saalbau mit Campanile, Neubau von J. Kozel, 1970; mit historischen Ausstattungsstücken.                                         | D-7-80-132-98  | weitere Bilder |
| In der Au 12 (Standort) | Heiligenfigur St. Georg             | Heiligenfigur aus Holz, 1874; aus der abgebrochenen Pfarrkirche, in modernem Bildstock von 1978; an der Straße nach Steibis-Au. | D-7-80-132-101 | weitere Bilder |
| Lanzenbach 3 (Standort) | Sägmühle, sogenannte Lanzenbachsäge | zweigeschossiger, verschalter Blockbau mit Satteldach und oberschlächtigem Wasserrad, 1. Hälfte 19. Jahrhundert                 | D-7-80-132-103 | weitere Bilder |

### Steinebach
| Lage                     | Objekt      | Beschreibung                                                                                     | Akten-Nr.      | Bild    |
| ------------------------ | ----------- | ------------------------------------------------------------------------------------------------ | -------------- | ------- |
| Steinebach 5 (Standort)  | Hausfiguren | Maria Immaculata und hl. Johannes von Nepomuk, gegen 1800 und 18. Jahrhundert                    | D-7-80-132-107 | BW      |
| In Steinebach (Standort) | Kapelle     | Rechteckbau mit leicht eingezogenem, dreiseitigem Schluss und Dachreiter, 1879; mit Ausstattung. | D-7-80-132-105 | Kapelle |

### Thalkirchdorf
| Lage                             | Objekt                                       | Beschreibung | Akten-Nr.      | Bild                  |
| -------------------------------- | -------------------------------------------- | --- | -------------- | --------------------- |
| Alte Schulstraße 7 (Standort)    | Katholische Pfarrkirche St. Johannes Baptist | Saalbau mit eingezogenem Chor und nördlichem Turm mit Spitzhelm, im Kern um 1500, Langhaus und Turmunterbau 17./18. Jahrhundert, Erweiterung 1790, Turmobergeschosse 1825; mit Ausstattung; Friedhofsmauer, im Kern 15. Jahrhundert, im 19. Jahrhundert erneuert; Ölbergkapelle, Rechteckbau mit Satteldach und Ecklisenen, 1864; mit Ausstattung. | D-7-80-132-108 | weitere Bilder        |
| Alte Schulstraße 33 (Standort)   | Wohnhaus                                     | zweigeschossiger, verschindelter Satteldachbau auf hohem Untergeschoss, mit Zwerchgiebel, Außentreppe mit schmiedeeisernem Gitter und dreiteiliger Holztür, Mitte 19. Jahrhundert | D-7-80-132-115 | Wohnhaus              |
| Am Pfarrhof 1 (Standort)         | Ehemaliges Pfarrhaus                         | zweigeschossiger, verputzter Blockbau mit Flachsatteldach, Wirtschaftsteil verändert, 1727, 1883 erneuert. | D-7-80-132-114 | Ehemaliges Pfarrhaus  |
| Kirchdorfer Straße 12 (Standort) | Gasthaus zur Traube                          | zweigeschossiger, verschindelter Blockbau mit Steilsatteldach und reichem Fachwerkgiebel, im Kern 2. Hälfte 17. Jahrhundert, Fachwerk bezeichnet 1767. | D-7-80-132-109 | Gasthaus zur Traube   |
| Kirchdorfer Straße 16 (Standort) | Ehemaliges Bauernhaus                        | zweigeschossiger Satteldachbau mit verschindelten Blockwänden, im Kern wohl noch 17. Jahrhundert | D-7-80-132-111 | Ehemaliges Bauernhaus |
| Kirchdorfer Straße 23 (Standort) | Ehemalige Mühle                              | verschindelter Blockbau mit Steilsatteldach, 2. Hälfte 18. Jahrhundert, erneuert | D-7-80-132-113 | BW                    |
| Salzstraße 37 (Standort)         | Ausleger am Gasthaus zum Adler               | aus Schmiedeeisen, um 1820/30 | D-7-80-132-127 | BW                    |

### Tronsberg
| Lage                    | Objekt                    | Beschreibung | Akten-Nr.      | Bild           |
| ----------------------- | ------------------------- | --- | -------------- | -------------- |
| In Tronsberg (Standort) | Katholische Marienkapelle | Rechteckbau mit dreiseitigem Schluss und Lourdesgrotte, 1893. In der hölzernen Vorläuferkapelle stand als mittelalterliches Kunstwerk ein von Hans Strigel dem Älteren aus Memmingen um 1430 geschaffener gotischer Baldachinaltar mit einer Muttergottesskulptur und Flügelbildern. Der Altar befindet sich heute im Bayerischen Nationalmuseum in München. Die 1893 erbaute heutige Kapelle ist anstelle eines Altars mit einer Lourdesgrotte ausgestattet. | D-7-80-132-116 | weitere Bilder |
| Tronsberg 2 (Standort)  | Bauernhaus                | zweigeschossiger, verschindelter Blockbau mit flachem Satteldach, zum Teil Schubflügelfenstern und Klebdächern, 1. Hälfte 19. Jahrhundert | D-7-80-132-117 | weitere Bilder |
| Tronsberg 7 (Standort)  | Bauernhaus                | zweigeschossiger, verschindelter Blockbau mit flachem Satteldach, zum Teil Schubflügelfenstern und Klebdächern, 1. Hälfte 19. Jahrhundert. | D-7-80-132-118 | Bauernhaus     |

### Untere Gsängalpe
| Lage                  | Objekt           | Beschreibung | Akten-Nr.     | Bild           |
| --------------------- | ---------------- | --- | ------------- | -------------- |
| Gesängalpe (Standort) | Untere Gsängalpe | erdgeschossiger, verschindelter bzw. verbretterter Blockbau mit Satteldach, im Kern um 1820; südwestlich des Jugetwaldes, in etwa 920 m Höhe. | D-7-80-132-76 | weitere Bilder |

### Untere Schwarzenbergalpe
| Lage                              | Objekt                    | Beschreibung | Akten-Nr.     | Bild |
| --------------------------------- | ------------------------- | --- | ------------- | ---- |
| Hochschwarzenberg-Alpe (Standort) | Untere Schwarzenberg Alpe | erdgeschossiger, verschindelter Blockbau mit Satteldach, im Kern Mitte 19. Jahrhundert, später verändert; am Südhang des Prodel. | D-7-80-132-56 | BW   |

### Obergelchenwangalpe
| Lage                            | Objekt               | Beschreibung | Akten-Nr.     | Bild                 |
| ------------------------------- | -------------------- | --- | ------------- | -------------------- |
| Obergelchenwang Alpe (Standort) | Obergelchenwang Alpe | erdgeschossiger, verschindelter Blockbau mit Satteldach über Steinfundament, im Kern 1838, später verändert; am Südhang des Hochgrats. | D-7-80-132-49 | Obergelchenwang Alpe |

### Vorderreute
| Lage                     | Objekt                       | Beschreibung | Akten-Nr.      | Bild                         |
| ------------------------ | ---------------------------- | --- | -------------- | ---------------------------- |
| Vorderreute (Standort)   | Katholische Kapelle St. Anna | Rechteckbau mit leicht eingezogenem, dreiseitigem Schluss und Dachreiter, 1884; mit Ausstattung                                                  | D-7-80-132-119 | Katholische Kapelle St. Anna |
| Vorderreute 6 (Standort) | Ehemaliges Bauernhaus        | zweigeschossiger, teils verbretterter Blockbau mit Flachsatteldach, Fachwerkteil und -giebel, 18. Jahrhundert, Wirtschaftsteil modern ausgebaut. | D-7-80-132-120 | Ehemaliges Bauernhaus        |

### Weißach
| Lage                          | Objekt                                       | Beschreibung | Akten-Nr.      | Bild                                   |
| ----------------------------- | -------------------------------------------- | --- | -------------- | -------------------------------------- |
| Kapellenweg 1 (Standort)      | Hausfigur                                    | , Kruzifix, 3. Viertel 18. Jh. | D-7-80-132-125 | BW                                     |
| Kapellenweg 2 (Standort)      | Katholische Kapelle St. Sebastian und Rochus | Saalbau mit dreiseitigem Schluss und Dachreiter mit Spitzhelm, um 1630, Sakristei und Verlängerung 1855/56; mit Ausstattung; in der Südwestecke des ehemaligen Pestfriedhofes. | D-7-80-132-121 | weitere Bilder                         |
| Mühlenstraße 10 (Standort)    | Hausfigur                                    | Kruzifix mit arma sacra, Anfang 19. Jh. | D-7-80-132-126 | BW                                     |
| Mühlenstraße 13 (Standort)    | Wohnteil eines ehemaligen Bauernhauses       | Zweigeschossiger Satteldachbau mit umlaufender Laube und Giebellaube, in alpenländischem Stil, um 1900. | D-7-80-132-123 | Wohnteil eines ehemaligen Bauernhauses |
| Mühlenstraße 15 (Standort)    | Wohnhaus                                     | Zweigeschossiger Satteldachbau mit Quergiebel-Risalit mit polygonalem Eckerker, Giebellaube, Zierfachwerk und dekorativen Malereien, im Landhausstil mit barockisierenden Details, um 1910.                                                                                       | D-7-80-132-124 | weitere Bilder                         |
| Zur Holzschleife 3 (Standort) | Ehemalige Holzschleife                       | Hakenförmige Anlage von Satteldachbauten aus Wohnhaus mit Stall, Arbeitertrakt und langgestrecktem Fabrikflügel, im Wesentlichen um 1865, der Arbeitertrakt 1908 ergänzt, der Fabrikflügel 1920 nach hinten verbreitert; mit technischer Ausstattung; Werkkanal; Garten; Kapelle. | D-7-80-132-138 | weitere Bilder                         |

### Willis
| Lage              | Objekt        | Beschreibung                                     | Akten-Nr.      | Bild |
| ----------------- | ------------- | ------------------------------------------------ | -------------- | ---- |
| Willis (Standort) | Privatkapelle | verschindelter Blockbau mit Dachreiter, um 1890. | D-7-80-132-128 | BW   |

### Wuchersalpe
| Lage                    | Objekt       | Beschreibung | Akten-Nr.     | Bild         |
| ----------------------- | ------------ | --- | ------------- | ------------ |
| Wuchers Alpe (Standort) | Wuchers Alpe | erdgeschossiger, verschindelter bzw. verputzter Blockbau über Bruchsteinsockel mit Satteldach und Wiederkehr, im Kern um 1840; nordöstlich von Kalzhofen, etwa 900 m Höhe. | D-7-80-132-79 | Wuchers Alpe |

### Zell
| Lage               | Objekt                                    | Beschreibung | Akten-Nr.      | Bild                    |
| ------------------ | ----------------------------------------- | --- | -------------- | ----------------------- |
| In Zell (Standort) | Katholische Filialkirche St. Bartholomäus | Saalbau mit dreiseitig geschlossenem Chor und Dachreiter mit Spitzhelm, Langhaus 14. Jahrhundert, Chor und Sakristei um 1440, Umgestaltung von Albert Frommel 1840/41, Dachreiter 1866; mit Ausstattung | D-7-80-132-130 | weitere Bilder          |
| Zell 12 (Standort) | Ehemaliges Austragshaus                   | erdgeschossiger, verschindelter Blockbau mit Sattel- und Klebdach, bezeichnet 1841. | D-7-80-132-131 | Ehemaliges Austragshaus |

## Ehemalige Baudenkmäler
In diesem Abschnitt sind Objekte aufgeführt, die früher einmal in der Denkmalliste eingetragen waren, jetzt aber nicht mehr. Objekte, die in anderem Zusammenhang also z. B. als Teil eines Baudenkmals weiter eingetragen sind, sollen hier nicht aufgeführt werden. Aktennummern in diesem Abschnitt sind ehemalige, jetzt nicht mehr gültige Aktennummern.

| Lage                                   | Objekt   | Beschreibung | Akten-Nr. | Bild     |
| -------------------------------------- | -------- | --- | --------- | -------- |
| Oberstaufen Schloßstraße 26 (Standort) | Wohnhaus | Wohnhaus, giebelständiger, zweigeschossiger und verschindelter Satteldachbau mit Balkon, um 1860, und hölzerner Veranda, um 1920. |           | Wohnhaus |